# Paul Sebag
Paul Sebag (arabisch بول صباغ; geb. 26. September 1919 in Tunis; gest. 5. September 2004 in Paris) war ein tunesisch-französischer Soziologe, Historiker und Journalist.

## Leben
Paul Sebag wurde 1919 in Tunis als vierter und jüngster Sohn eines tunesisch-jüdischen Rechtsanwalts geboren. Seine Mutter entstammte der sefardischen Gemeinde, die sich nach der Vertreibung der Juden aus Spanien 1492 in Livorno niedergelassen hatte und seit dem frühen 17. Jahrhundert in Tunis Handelsbeziehungen aufgebaut hatte.
Nachdem er gegen Ende der 1930er Jahre in Paris ein Studium der Rechtswissenschaft und der Philosophie begonnen hatte, das durch den Zweiten Weltkrieg und die judenfeindlichen Gesetze des Vichy-Regimes unterbrochen wurde, kehrte Sebag nach Tunesien zurück und beteiligte sich an Untergrundaktionen der Kommunisten (PCT) gegen Anhänger des Vichy-Regimes. Er wurde verhaftet und gefoltert und von einem Gerichtshof in Bizerte zu lebenslanger Zwangsarbeit verurteilt, verbrachte jedoch nur zehn Monate im Gefängnis. Unmittelbar nach der Landung der Alliierten in Nordafrika, am 8. November 1942, nahm er seine illegale Aktivität beim PCT wieder auf.
Nach der Kapitulation der Achsenmächte im Tunesienfeldzug 1943 und der folgenden Befreiung wurde Sebag Journalist und Redakteur der Parteizeitung. Er beendete anschließend seine Studien und unterrichtete von 1947 bis 1957 Literatur an der französischen Auslandsschule Lycée Carnot in Tunis. Gleichzeitig veröffentlichte er mehrere Studien über Stadtsoziologie, worauf er einen Lehrauftrag an der Universität Tunis erhielt. Als seine Lehrberechtigung von den tunesischen Behörden 1977 nicht verlängert wurde, wechselte er an die Universität Rouen, wo er zwei Jahre lang tätig war, bevor er in den Ruhestand ging. Nun publizierte er historische Arbeiten, vor allem zur Geschichte von Tunis sowie zur Geschichte der Juden in Tunesien.
Mit seiner Frau Diana, die er Ende 1943 heiratete, hatte er zwei Töchter.
1994 wurde er mit dem tunesischen Kulturverdienstorden (Ordre du Mérite culturel) ausgezeichnet.
2008 erschien eine Sammlung von postumen Hommagen an Sebag unter dem Titel Von Tunis nach Paris.
In einem unveröffentlichten Brief an seinen Freund Claude Roy definiert sich Paul Sebag als „Jude... nicht praktizierend, nicht gläubig... Franzose durch das Standesamt.. durch die Kultur... durch die Gefühle... Marxist... Kommunist... Anti-Imperialist... tunesischer Patriot... in seiner Heimaterde verwurzelt...“.

## Werke (Auswahl)

### Als Verfasser
- La Tunisie (= La culture et les hommes). Éditions sociales, Paris 1951 (französisch).
- Tunis au XVIè siècle: Une cité barbaresque au temps de la course (= Histoire et perspectives méditerranéennes). Éditions L'Harmattan, Paris 1989, ISBN 2-7384-0449-9 (französisch, google.fr).
- Histoire des Juifs de Tunisie (= Histoire et perspectives méditerranéennes). Éditions L'Harmattan, Paris 1991, ISBN 2-7384-1027-8 (französisch, google.fr).
- Tunis (= Histoire et perspectives méditerranéennes). L'Harmattan, Paris 1998, ISBN 2-7384-6610-9 (französisch, google.fr).
- Communistes de Tunisie, 1939–1943. L'Harmattan, Paris 2001, ISBN 2-7475-0888-9 (französisch).
- La course tunisienne au XVIè siècle (= Publications de l'Institut des belles lettres arabes). Institut des belles lettres arabes, Tunis 2001 (französisch).
- Les noms des Juifs de Tunisie. L'Harmattan, Paris 2002, ISBN 2-7475-2595-3 (französisch, google.fr).

### Als Mitarbeiter
- Paul Sebag, Tawhida Benzina-Ben Cheikh, M. Lahmi, B. Lazar, J. Lévigne, H. Nizard, Jean Poncet, M. Turki: Enquête sur les salariés de la région de Tunis (= Publications de l'université de Tunis. Mémoires du Centre d'études de sciences humaines). Presses universitaires de France, Paris 1956 (französisch).
- Paul Sebag, Robert Attal: La hara de Tunis (= Publications de l'Institut des hautes études de Tunis. Mémoires du Centre d'études de sciences humaines). Presses universitaires de France, Paris 1959 (französisch, bnf.fr).
- Paul Sebag, Jean Claudian, Mustapha Ben Salem, Hannah Taïeb: Un faubourg de Tunis (= Publications de l'université de Tunis. Mémoires du Centre d'études de sciences humaines). Presses universitaires de France, Paris 1960 (französisch).
- Claude Roy, Paul Sebag: Tunisie (= Neuf). Delpire, Paris 1961 (französisch).
- Paul Sebag: La Grande Mosquée de Kairouan (= Le génie du lieu). Delpire, Paris 1963 (französisch).
- Pierre Grandchamp: Études d'histoire tunisienne (= Publications de l'université de Tunis. Histoire). Presses universitaires de France, Paris 1966 (französisch).
- Paul Sebag, Abdelwahab Bouhdiba, Carmel Camilleri: Les préconditions sociales de l'industrialisation dans la région de Tunis (= Cahiers du CERES. Série sociologique). Centre d'études et de recherches économiques et sociales, Tunis 1968 (französisch).
- Paul Sebag: Toute la Tunisie. Cérès Productions, Tunis 1968 (französisch).
- Jean-Pierre Allali, Annie Goldmann, Paul Sebag: Les Juifs de Tunisie. Éditions du Scribe, Paris 1989, ISBN 2-86765-011-9 (französisch).

### Als Herausgeber
- Une relation inédite sur la prise de Tunis par les Turcs en 1574 (= Sources de l'histoire tunisienne). Publications de l'Université de Tunis, Tunis 1971 (französisch).
- François Pétis de La Croix: Les Mille et un jours. Christian Bourgois, Paris 1981, ISBN 2-267-00246-9 (französisch).
- Nicolas Béranger: La régence de Tunis à la fin du XVIè siècle (= Histoire et perspectives méditerranéennes). L'Harmattan, Paris 1993, ISBN 2-7384-1863-5 (französisch, google.fr).
- François Pétis de La Croix: Histoire du prince Calaf et de la princesse de la Chine. L'Harmattan, Paris 2000, ISBN 2-7384-8817-X (französisch, google.fr).
- François Pétis de La Croix: Les Mille et un jours. Phébus, Paris 2003, ISBN 2-85940-899-1 (französisch).
- Une histoire des révolutions du royaume de Tunis au XVIè siècle (= Histoire et perspectives méditerranéennes). L'Harmattan, Paris 2003, ISBN 2-7475-5532-1 (französisch).